# 小行星5808
小行星5808（5808 Babelʹ）是一颗绕太阳运转的小行星，为主小行星带小行星。该小行星于1987年8月27日发现。

## 轨道参数
小行星5808的轨道半长轴为3.0038779 UA，离心率为0.107。